# Kheyrabad (Balkh)
Kheyrabad é uma cidade do Afeganistão, localizada na província de Balkh.